# Chōsei Komatsu
Chōsei Komatsu (小松 長生, Komatsu Chōsei), né le 1er mars 1958, est un chef d'orchestre japonais, directeur artistique de l'Orchestre symphonique national de Costa Rica de 2003 à 2010. Par ailleurs, il prend le titre de chef d'orchestre lauréat après cinq années en tant que directeur musical de l'Orchestre symphonique d'Aichi au centre du Japon,

## Biographie
Ses premiers professeurs de directions sont David Zinman, David Effron (en), Donald Neuen (en) ainsi qu'Eiichi Ito avant qu'il ne se perfectionne auprès de Kurt Masur, Max Rudolf et Leonard Bernstein. Komatsu a d'abord occupé les postes de chef d'orchestre principal de l'Orchestre philharmonique de Tokyo et de l'orchestre symphonique Shinsei du Japon, de directeur musical du festival international de musique de Takefu, de directeur musical de l'Orchestre symphonique Kitchener-Waterloo (en) et de l'Ensemble canadien de musique de chambre, principal chef invité du ballet et Opéra de Lviv, chef associé de Orchestre symphonique de Baltimore, et dirigeant Exxon / Arts Endowment de l'Orchestre philharmonique de Buffalo.
Il a dirigé des orchestres, des opéras et des ballets sur quatre continents dont l'Orchestre Symphonique de Montréal, Orchestre symphonique Tchaïkovski de la Radio de Moscou, l'orchestre du Théâtre Bolchoï, l'Orchestre symphonique de St. Petersbourg, l'Orchestre symphonique de Radio Prague, l'Orchestre philharmonique de Kiev, l'Opéra national de Kiev, l'Orchestre symphonique de la WDR de Cologne, l'Orchestre philharmonique de Séoul, l'Orchestre philharmonique du Japon, le Nouvel orchestre philharmonique du Japon, la Compañía Lírica Nacional de Costa Rica et l'Orchestre symphonique du Venezuela.
Chōsei Komatsu a collaboré avec de nombreux artistes solos internationaux, tels que les violonistes Joshua Bell, James Ehnes, Hilary Hahn, Cho-Liang Lin, Midori Gotō, Gil Shaham; le violoncelliste Wang Jian (en) ainsi qu'avec les pianistes Leon Fleisher, Lang Lang, Roger Wright (en), Jeffrey Kahane (en), Ikuyo Kamiya, Yu Kosuge Michie Koyama.
En 2005, Komatsu dirige l'Orchestre symphonique national de Costa Rica en tournée au Japon, à l'occasion du 70e anniversaire des relations diplomatiques entre ces deux pays. Dans le cadre du programme officiel de sensibilisation culturelle du gouvernement japonais, l'Orchestre symphonique d'Aichi est sélectionné pour une tournée en Chine avec Chōsei Komatsu à sa tête en 2007.
Parmi les nombreux enregistrements au crédit de Komatsu figurent deux CD avec l'Ensemble orchestral de Kanazawa sorti en 2006 sur le label Sony Classical. Son enregistrement en 2004 du concerto pour piano Shukumei d'Akira Senju avec le l'Orchestre philharmonique du Japon et Kentarō Haneda reste le CD classique meilleure vente dans l'histoire du Japon. Son concert de gala avec la soprano Stefania Bonfadelli (en) de l'Orchestre philharmonique de Tokyo et le baryton Renato Bruson est sorti en DVD en 2003. Komatsu a également enregistré pour les labels Columbia, BMG-Victor, EMI et CBC avec l'Orchestre symphonique Tchaïkovski de Moscou, l'Ensemble canadien de musique de chambre et l'Orchestre symphonique Kitchener-Waterloo.
Originaire du Japon, Chōsei Komatsu est diplômé d'en esthétique de l'Université de Tokyo et des arts musicaux en direction d'orchestre de l'École de musique Eastman à Rochester dans l'État de New York. Il reçoit la bourse Leonard Bernstein de direction d'orchestre au festival de musique du Schleswig-Holstein en Allemagne et une bourse du Aspen Music Festival and School aux États-Unis.
Chōsei Komatsu réside actuellement à Hawaï et à Tokyo.